# Кръстьо Бочар
Кръстьо Бочар или Кицос Боцарис (на гръцки: Κίτσος Μπότσαρις; на албански: Kiço Boçari) е водач на сулиотите, автономна албано-гръцка общност в Османски Епир.

## Биография
Кръстьо Бочар е роден през 1741 година в Месолонги, Етолоакарнания. Служи в т.нар. френски албански полк на остров Корфу. Според други данни е роден във Воден. В повестта „Гибелта на Сули“ на Прокоп Хохолоушек животът на Кръстьо Бочар се описва както следва: Кръстьо Бочар бяга с близките си в Сули през 1795 г. след неуспешно въстание против Осман Пазвантоглу във Видинския пашалък. Синът му Марко Бочар става известен като един от водачите на Гръцката война за независимост. Кръстьо Бочар оглавява съпротивата на сулиотите срещу Али паша Янински, създал на практика автономна от Османската империя държава с център Янина. Етническият произход на Кръстьо Бочар в повестта „Гибелта на Сули“ изяснява князът на албанците мирдити на гърка Фотос Тзавелас: 
| „ | Той е българин, лично го познавам, нарича се Кръстьо Бочар. Не си присвоявайте прочутите мъже, като преиначавате техните имена. | “ |

Кръстьо Бочар играе основна роля при британската намеса срещу Али Паша Янински. Убит е в Арта през 1809 г. По-големият му син Коста Бочар също е участник в гръцката война за независимост, а също и гръцки генерал и депутат. Вторият му син е Марко Бочар.